# Golice (Novi Pazar)
Pour les articles homonymes, voir Golice.
Golice (en serbe cyrillique : Голице) est un village de Serbie situé sur le territoire de la Ville de Novi Pazar, district de Raška. Au recensement de 2011, il comptait 48 habitants.

## Démographie
| 1948 | 1953 | 1961 | 1971 | 1981 | 1991 | 2002 | 2011 |
| ---- | ---- | ---- | ---- | ---- | ---- | ---- | ---- |
| 146  | 152  | 179  | 160  | 124  | 81   | 64   | 48   |

|  |